# مسجد سيلالو
مسجد سيلالو (بالاندونيسية: Masjid Jami Silalouw) هو مسجد تاريخي يقع في قرية أريا في لاس بالماس جنوب مدينة أمبون في مالوكو الشمالية في مالوكو في إندونيسيا، المسجد لديه تاريخ فريد في الهندسة المعمارية، تم بناء المسجد في عام 1666.

## التفرد
يمتلك مسجد سيلالو عند مشاهدته بعض المميزات التي يتميز بها عن غيره :
- زينت داخلية المسجد بآيات كتابية من القرآن الكريم والتي لازالت حتى يومنا هذا منذ انشائها .
- في حوالي عام 1960 وقع حادث مأساوي وهو أن المؤذن عندما أراد أن يؤذن للصلاة من أعلى البرج لصلاة العشاء قتلته صاعقة، ثم سقط على الأرض، ولكن المئذنة لم تكسر أو تهدم، الا أنها عانت أضرار طفيفة فقط .
- في عام 1951 وعام 1952 احرقت القرية من قبل متمردي سيبا (جمهورية مالوكو الجنوبية)، وأحرقت العديد من المنازل وتحولت إلى ركام، لكن مسجد سيلالو نجى من الكارثة والدمار والهدم، في حين أن المسجد كان هو الهدف الرئيسي للحرق .